# Gyulladás

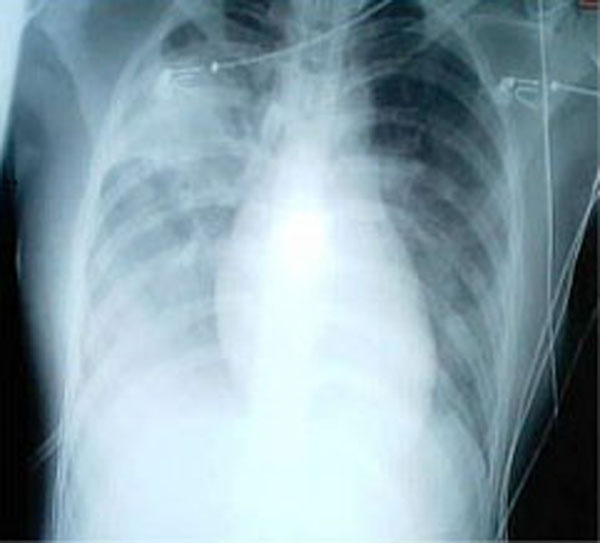
SARS-CoV humán koronavírus fertőzés (severe acute respiratory syndrome) következtében bekövetkezett vírusos tüdőgyulladás szövődményének röntgenképe

Tályog (kelés) a bőrön, jól láthatóak a gyulladás tünetei: vörösség és duzzanat. A fekete gyűrű a fertőzés központjában nekrotizált (elhalt) szövet.

A gyulladás az immunrendszer láncreakción alapuló válasza fertőzésre vagy irritációra. A gyulladás jellemzői: a duzzanat (tumor), vöröses szín (rubor), fájdalom (dolor), melegség (calor) és az adott szerv funkciójának kiesése (functio laesa). Az első négy tünet már évszázadok óta ismert, először Celsus írta le, az utolsó tünetet pedig Rudolf Virchow definiálta 1858-ban.
A gyulladás egyike a leggyakoribb kórfolyamatoknak, amely számos betegség patológiai alapját képezi. A legelfogadottabb meghatározás szerint, a gyulladás a magasabb rendű szervezeteknek a külső- és belső körtényezők által kiváltott szövetkárosodásra létrejött, filogenetikailag ősi, komplex, sztereotip reakciója, melynek „biológiai célszerűsége” a szövetkárosodás okainak és következményeinek a felszámolása.
„A gyulladásos folyamatok az élő szervezet mikrocirkulációjában és a körülötte lévő extracelluláris térben játszódnak le. A védelmet a sejtszintű, valamint a proteolitikus kaszkád rendszerekkel (véralvadás, kallikrein-kinin, fibrinolízis, komplement) közösen más gyulladásos mediátorok, mint például leukotriének és a prosztaglandinok biztosítják. Annak ellenére, hogy a gyulladás és a reparatio alapvetően jótékony célú, potenciálisan káros is lehet. Előfordul, hogy a folyamat sokszor önmaga válik a betegség okozójává.”

## Jellegzetességei
A vörösséget és a melegséget az érintett területen megnövekedett vérátáramlás és érpermeabilitás okozza. Főképp hisztaminok és bradikininek hatására vazodilatáció (értágulás) és áteresztőképesség növekedés megy végbe, így tehát vérplazma kerül a szövetbe. Később szisztémás vazokonstrikció (érösszehúzódás) miatt megnövekedett hidrosztatikai nyomás elősegíti további folyadék szöveti (interstíciális) térbe való távozását, mely ödémához, más néven vizenyőhöz vezet. Mivel az ödéma nyomja a körülötte lévő területeket, így az idegeket is, mindez fájdalomhoz vezet. 
A fehérvérsejtek kulcsszerepet játszanak a gyulladás folyamatában, mivel végül ezek pusztítják el az idegen eredetű sejteket, baktériumokat, elhalt sejtek maradványait. A véráramban a vörösvérsejtek haladnak középen, míg nagyobb tömegük és méretük révén a fehérvérsejtek a periférián úsznak. A gyulladt terület kapillárisaihoz érve, a fehérvérsejtek kitapadnak az eret bélelő endotélsejtek felszínére, átjutnak rajtuk, majd kemotaxinokat követve eljutnak a gyulladt szövetekhez. A folyamatot lobsejtek toborzásaként is emlegetik.
Ezáltal neutrofil granulociták, monociták, T-helper, citotoxikus  (sejtekre mérgező hatású) T, T-sejtek, B-sejtek és memóriasejtek jutnak a gyulladás helyszínére és fejtik ki hatásukat.

## Fehérvérsejtek és citokinek
A fentieken kívül számos sejttípus szerepet kap még a gyulladás megszüntetésében:
- Hízósejt: hisztamint és prosztaglandint ürít feszülésérzékeny receptorának aktivációjára.
- Makrofág: a TNF-α (tumornekrózis-faktor) faktort üríti, illetve interleukin-1-et is (IL-1) a toll-receptorok aktiválódására szánt válaszként.

## A gyulladás fajtái

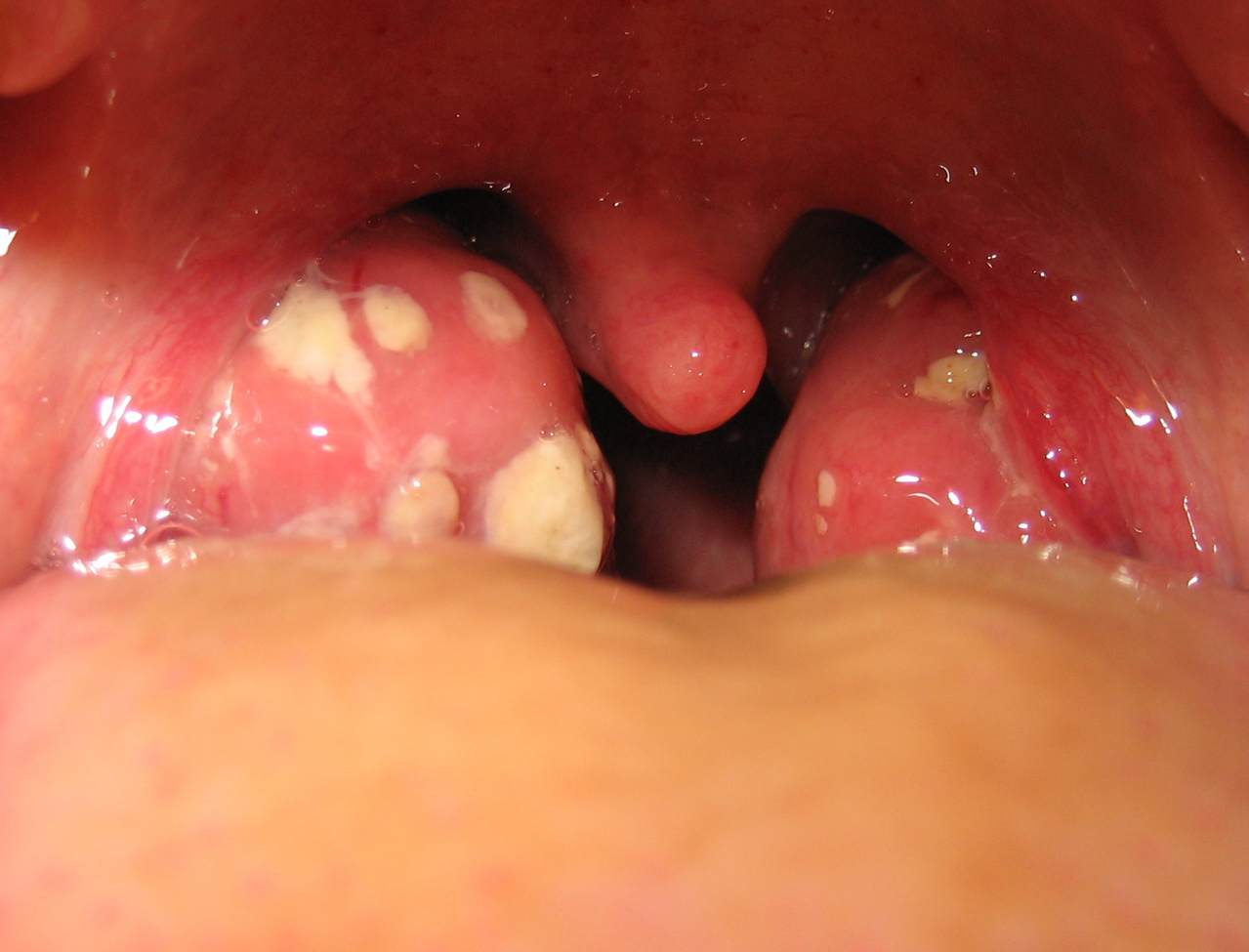
Akut mandulagyulladás

### Időtartam szerint
- túl heveny (hiperakut), mely rövid ideig tart és halálos kimenetelű
- heveny (akut), 4 nap alatt lezajlik
- elhúzódó, fél heveny (szubakut), 4-8 hétig tart
- idült, krónikus, mely akár évekig is tarthat

### A gyulladás jellege szerint
- Savós
- Fibrines
- Gennyes
- Üszkös
- Vérzéses

## Lehetséges kimenetelek
A gyulladás lehetséges kimenetele attól függ, hogy milyen szövetben megy végbe és milyen ágens váltja azt ki. Ezek alapján három kimenetel ismert:
- Gyógyulás, mely a teljes szöveti regenerálódást jelenti, ami viszont ritkán megy tökéletesen végbe a szervezetben.
- Kötőszöveti hegesedés. Egy seb gyulladásának kialakulása után kb. 24 órával már megkezdődik a sebfelszínek összekötése kötőszöveti szaporulat által. Eközben angiogenezis, azaz új erek képzése is zajlik, melyek feladata az újonnan képződő szövet ellátása lesz. Az így létrejött kötőszövetes heg nem tartalmaz sem szőrtüszőket, sem mirigyeket.
- Krónikus gyulladás. Ha egy gyulladás hosszabb ideig tart, akkor akut fázisból a krónikusba léphet. A krónikus gyulladás a makrofágok dominanciájával jellemezhető, melyek mivel toxikus ágenseket is termelnek, szöveti károsodásokat okozhatnak.

## Szisztémás gyulladás
Az egész szervezetet érintő, nem lokálisan megjelenő, egy szervet, szövetet érintő gyulladás többféle is lehet.

### Szepszis
Amikor egy gyulladás ráterjed az egész szervezetre, szisztémás gyulladásos válasz szindrómáról (SIRS – systemic inflammatory response syndrome) beszélünk. Ha fertőzés okozza, akkor szepszisként említjük. A nagy mértékű értágulat és egyes szervek funkciójának romlása miatt akár halálhoz is vezethet. 

### Egyéb formák
A cukorbetegség és az atherosclerosis (érelmeszesedés) esetén, szisztémás gyulladások az erek falait is károsíthatják. Ennek főleg az interleukinok leírása óta van nagy kutatási területe.

## Lásd még
- Patológia
- Nekrózis
- Immunológia
- Vér

## Külső hivatkozások
- A gyulladás folyamatát bemutató angol nyelvű animációk a Youtube-on: Nucleus Medical Art produkció (tekerd maximumra a hangerőt!), A Hurd Studios produkciója
- Dr. Molnár Miklós: A szelektív COX-2 enzim gátlók jelentősége a reumatológiában